# يلينا باندزيك
يلينا باندزيك (بالكرواتية: Jelena Pandžić)‏ مواليد 17 مارس 1983 في سبليت، هي لاعبة كرة مضرب كرواتية بدأت مسيرتها كمحترفة سنة 1999 تلعب باليد اليمنى. أعلى تصنيف لها في الفردي كان المركز الـ 136 في سنة 2008. بينما في الزوجي كان أعلى تصنيف لها هو 226.

## روابط خارجية
- يلينا باندزيك على موقع رابطة محترفات التنس (الإنجليزية)
- يلينا باندزيك على موقع الاتحاد الدولي لكرة المضرب (الإنجليزية)
- يلينا باندزيك على موقع كأس بيلي جين كينغ (الإنجليزية)
- يلينا باندزيك على موقع خلاصة التنس.كوم (الإنجليزية)